# 夷川通

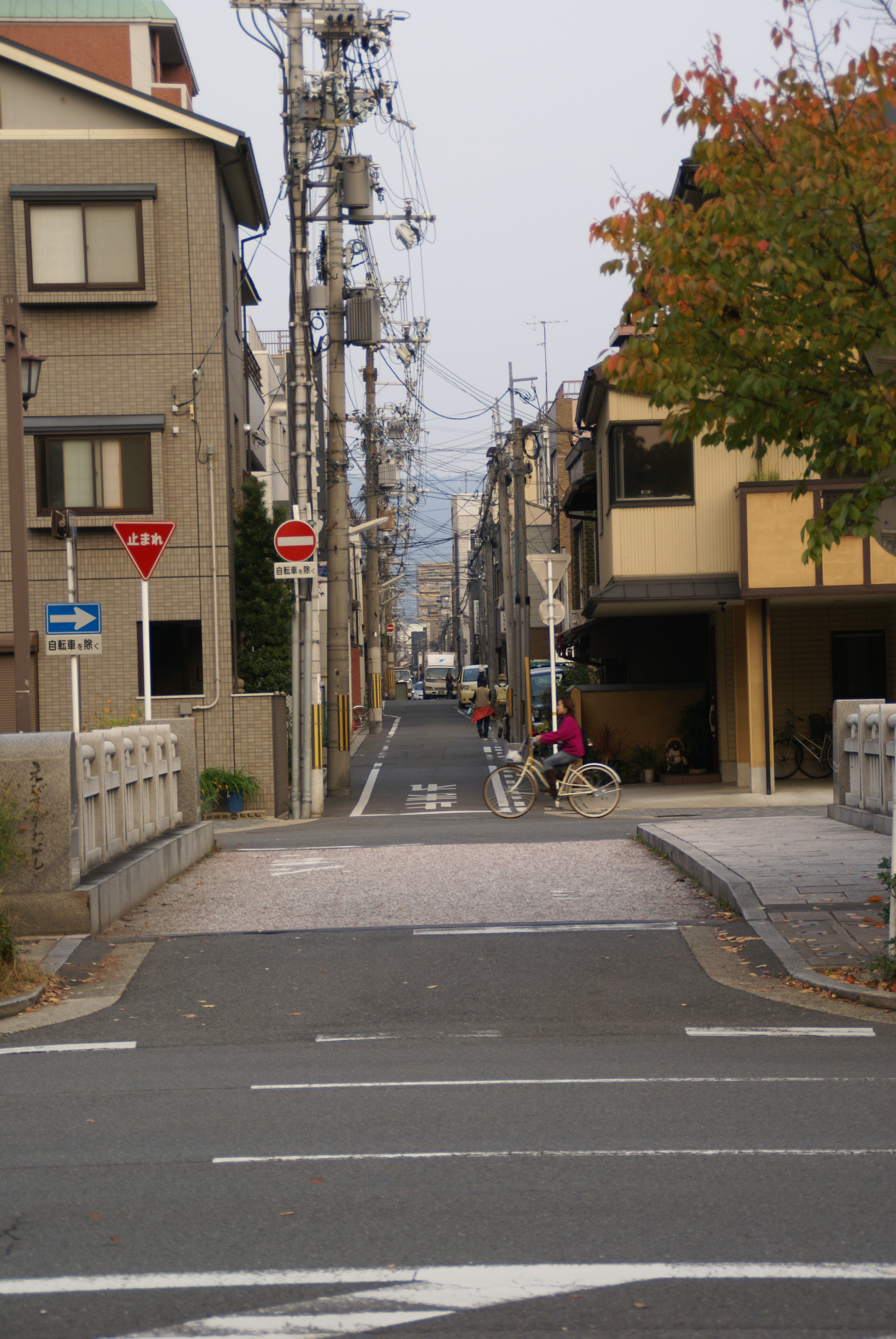
堀川通(夷川通の西端)から見た夷川通

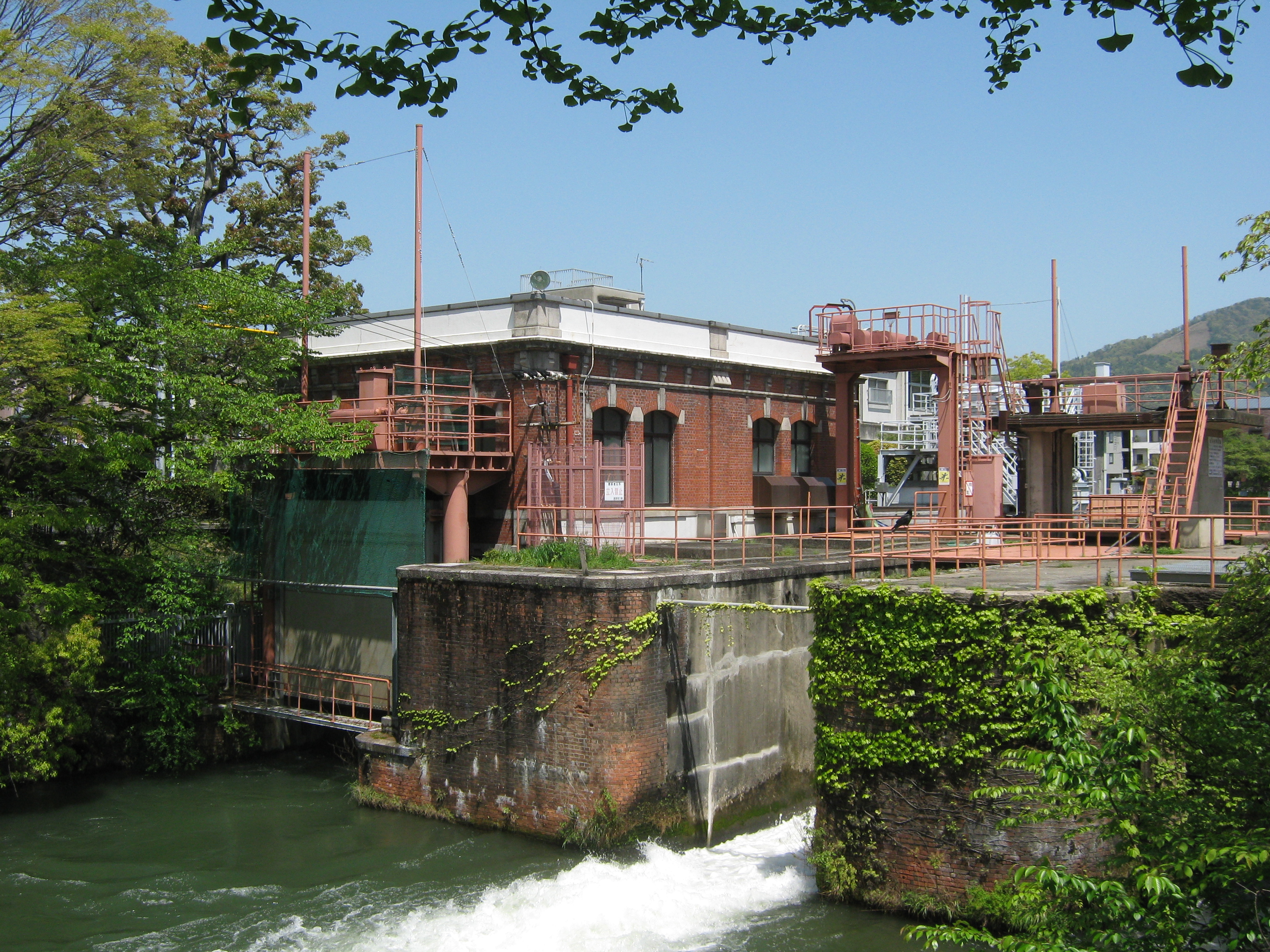
夷川発電所

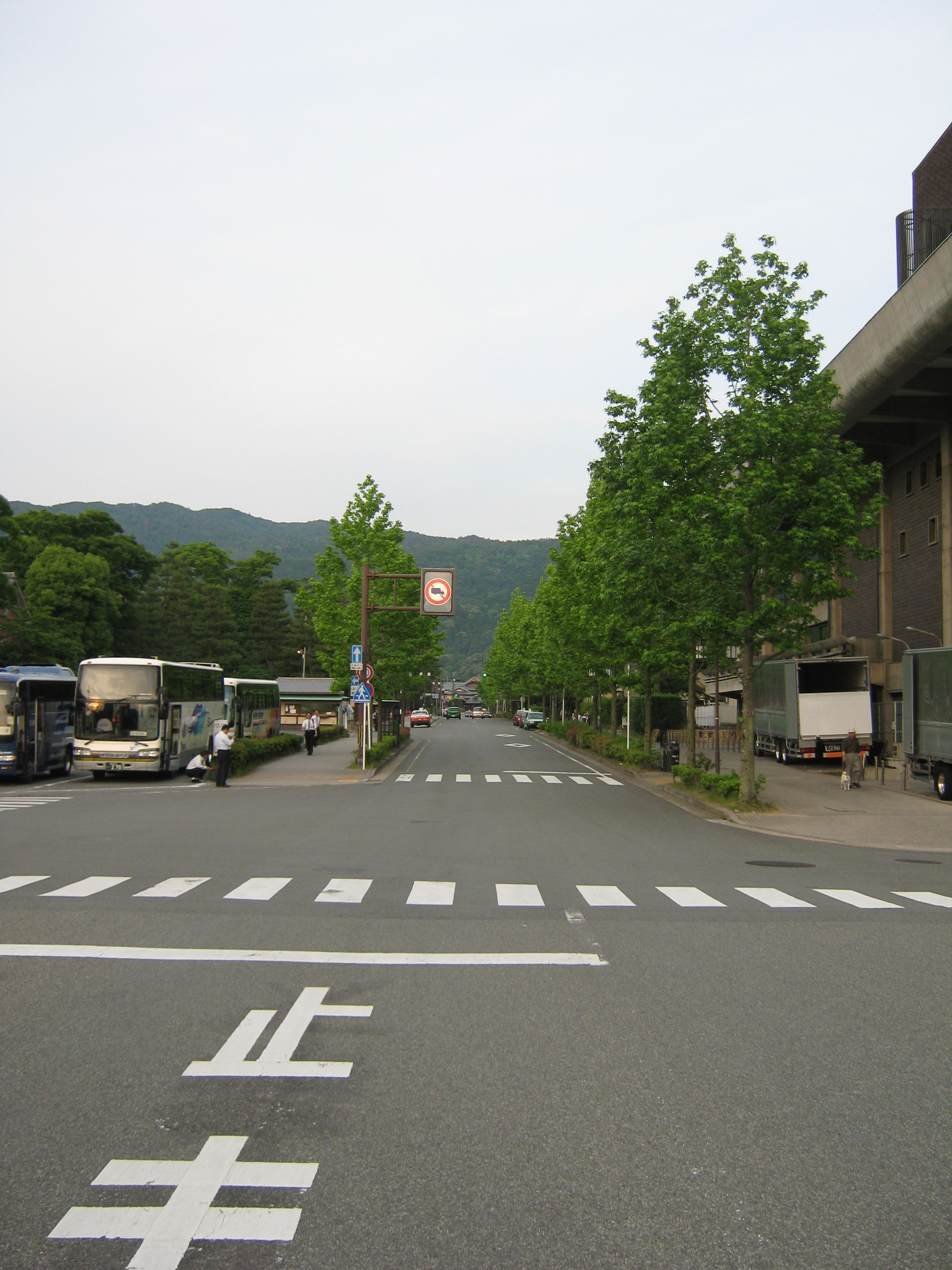
冷泉通

夷川通（えびすがわどおり）は京都市内の東西の通りの一つ。東は鴨川西岸から西は堀川通まで。鴨川と寺町通の間ではやや南にずれている。
平安京の冷泉小路（れいぜいこうじ）にあたる。和歌で有名な公家の冷泉家は、この通り沿いに当初存在した。寺町通から烏丸通の間は建具・家具屋街として有名である。
鴨川東岸の冷泉通と二条通に挟まれた地域にも、西からの延長線上に夷川通が存在し、住所表示として「夷川通」が用いられている。なお、昭和10年の大洪水までは、鴨川に橋があり、これら東西の夷川通りはつながっていた。江戸時代の地図には西洞院川の上流部分で夷川通りの部分で東西に水が流れる部分（現在の夷川公園の北辺り）が短いながらもあり、この川が通りの名前の由来とされている。

## 冷泉通
冷泉通（れいせんどおり）は鴨川以西の夷川通を東へ延長した線上よりもやや北にあり、西は川端通から東は左京区若王子町まで。平安神宮の南側、応天門前を通る通りである。平安神宮より西では琵琶湖疏水の南に沿い、この区間に夷川ダム（関西電力夷川発電所）がある。夷川と名前が変わる前の古い時代の呼称が残る区間である。

## 妙心寺道
妙心寺道（みょうしんじみち）は夷川通の西の延長。別名京都府道129号花園停車場大将軍線。